# Papadzul
Papadzul é uma preparação típica da culinária de Yucatán, consistindo em tortillas recheadas com ovo cozido, molho de sementes de abóbora, cobertas com molho de tomate e “chile habanero”; por vezes, diz-se que esta é uma autêntica iguaria dos maias.
Para preparar o molho de sementes de abóbora, começa por se torrar as pevides peladas numa frigideira, sem deixar que percam a cor verde; moem-se num almofariz ou liquidificador até obter uma pasta. Colocar esta pasta numa tigela, juntar água e amassar até que liberte o óleo verde, que se verte para outro recipiente (uma xícara de sementes frescas pode dar uma colher de sopa de óleo). Junta-se esta pasta a um caldo preparado fervendo ossos de galinha com cebola em quartos, alho, sal, jalapeño e epazote (uma amarantácea conhecida no Brasil como “erva-de-santa-maria”, cientificamente Dysphania ambrosioides) e coado.
O molho de tomate prepara-se refogando em óleo ou banha, cebola, alho, sal, tomate, orégão e “chiles serranos” previamente assados no forno, sem pele e sem pevides.
As tortillas de milho, se não foram acabadas de fazer, devem ser aquecidas no forno ou numa panela quente, embrulhadas em folhas de alumínio ou num pano húmido; mergulham-se no molho de pevides de abóbora e colocam-se num prato de serviço, recheando cada uma com ovo cozido partido e enrolando-as como enchiladas. Depois de todas prontas, banham-se com o resto do molho e deita-se por cima a “salsa” de tomate e o resto dos ovos cozidos partidos finos. Na altura de servir, pode deitar-se por cima o óleo das pevides, que logo é reabsorvido pelo molho.